# Immaculée Birhaheka
Immaculée Barhaheka (1959) is een Congolese mensenrechtenactivist en maatschappelijk werker. Toen ze 23 was, begon ze haar werk met vrouwen. Sindsdien zet ze zich in voor de 'empowerment' van meisjes en vrouwen in de Democratische Republiek Congo (DRC).
Ze is de mede-oprichter van Promotion et appui aux initiatives féminines (PAIF). Deze organisatie richt zich primair op vrouwen en meisjes in Noordoost-DRC, die het slachtoffer waren van op gendergerelateerde discriminatie.

## PAIF
PAIF is een niet-gouvernementele, non-profitorganisatie die zich inzet om de sociaal-politieke en economische rechten van vrouwen te bevorderen. Sinds 1992 zet de organisatie zich onder andere in voor: 
- onderwijzen van vrouwen over hun rechten;
- vrouwen empoweren om deel te nemen in politiek;
- vrijheid en veiligheid in de regio;
- middelen verschaffen aan overlevenden van gendergerelateerd geweld (waaronder verkrachting).

Meer specifiek zette PAIF zich bijvoorbeeld in tegen gendergerelateerd geweld en verkrachting van meisjes op scholen in Goma, waar deze vormen van geweld een trend waren geworden. De organisatie investeert ook in alfabetisering en vaardigheden om zelf inkomen te kunnen genereren. In Mugunga bouwden ze een vrouwenopvang, met financiële steun van the Global Fund for Women. Ook in Kivu zijn er safe houses.
Sindsdien hebben verkrachtingsslachtoffers minder te maken met discriminatie en hebben meer toegang tot juridische en medische steun.

## Arrestaties
Met haar uitgesprokenheid kreeg Birhaheka veel lof van de internationale gemeenschap, maar ook negatieve aandacht binnen de DRC. Haar openlijke protest tegen schendingen van vrouwenrechten leverde haar doodsbedreigingen op van zowel Congolese overheidsinstanties als Congolese militiegroepen.
Ze werd op 8 mei 1998 voor het eerst gearresteerd in haar huis in Goma. Dit voor vermeend contact met een Amerikaans ontwikkelingsorganisatie, werkzaam in de oostelijke provincie. Op 16 januari 2000 werd ze weer gearresteerd en werd vastgehouden in een militair detentiecentrum, waar ze werd geslagen en vernederd.

## Prijzen
De internationale erkenning kwam in een stroomversnelling toen Birhaheka op 13 april 2000 de Martin Ennals Award for Human Rights Defenders kreeg, uit handen van Mary Robinson, de toenmalige Hoge Commissaris voor de Mensenrechten van de VN. Een jaar later bezocht Mary Robinson Birhaheka in de DRC. Ze zei daar tegen het leger dat ze haar zouden moeten respecteren in plaats van lastigvallen.
In juni 2006 kreeg ze de National Endowment for Democracy Award voor haar toewijding in het verdedigen en promoten van vrouwenrechten en haar inzet om de massale verkrachtingen van vrouwen in het oosten van Congo te stoppen.